# هنري رامزي
هنري رامزي (بالإنجليزية: Henry Ramsay)‏ هو مهندس مدني أمريكي، ولد في 18 مايو 1808 في Guilderland (hamlet), New York ‏ في الولايات المتحدة، وتوفي في 12 يوليو 1886 في سكنيكتادي في الولايات المتحدة.